# 普雷讷龙
普雷讷龙（法語：Préneron，法語發音：[pʁen(ə)ʁɔ̃]）是法国热尔省的一个市镇，属于欧什区。

## 地理
普雷讷龙（43°43'36"N, 0°16'37"E）面积8.63 平方千米，位于法国奧克西塔尼大區热尔省，该省份为法国西南部内陆省份，北起顺时针与洛特-加龙省、塔恩-加龙省、上加龙省、上比利牛斯省、大西洋比利牛斯省和朗德省接壤。
与普雷讷龙接壤的市镇（或旧市镇、城区）包括：贝尔蒙、卡斯蒂隆代巴特、罗克布吕讷、维克弗藏萨克。
普雷讷龙的时区为UTC+01:00、UTC+02:00（夏令时）。

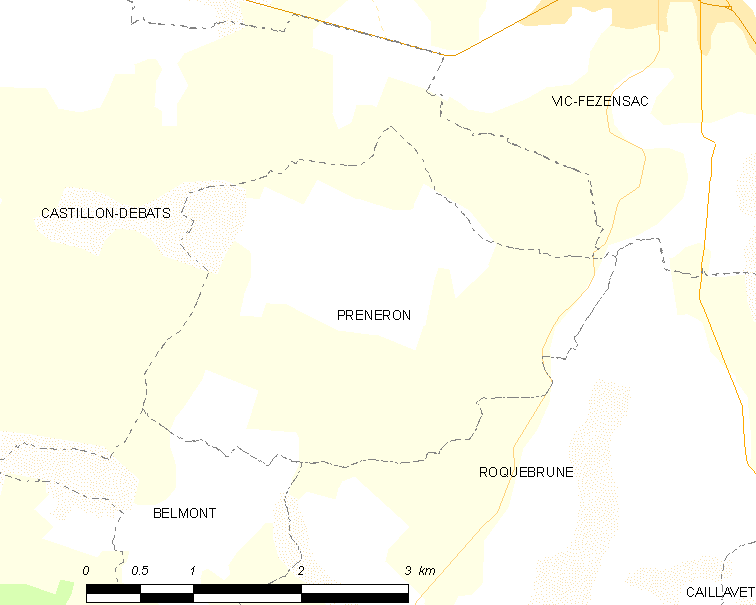
普雷讷龙的OSM定位图

## 行政
普雷讷龙的邮政编码为32190，INSEE市镇编码为32332。

## 政治
普雷讷龙所属的省级选区为弗藏萨克县。

## 人口

1962-2008年间普雷讷龙人口变化图示

普雷讷龙于2022年1月1日时的人口数量为119人。